# Desmognathus brimleyorum
La salamandra oscura de Ouachita ( Desmognathus brimleyorum ) es una especie de salamandra de la familia Plethodontidae . Es endémica de los estados de Arkansas y Oklahoma en los Estados Unidos. El epíteto específico es en honor a Herbert Hutchinson Brimley y su hermano menor, Clement Samuel Brimley, ambos zoólogos .

## Descripción
La salamandra oscura Ouachita crece hasta unos 17,8 centímetros (7 plg) de longitud, incluida la cola con aletas. La parte superior es de color marrón verdoso o gris de un color bastante uniforme y los juveniles tienen una hilera de manchas pálidas a lo largo de cada lado. Tienen catorce surcos de costillas costales a cada lado.

## Distribución y hábitat
La salamandra oscura Ouachita se encuentra en áreas montañosas de Arkansas y Oklahoma. Su rango incluye las montañas Ouachita, la montaña Petit Jean, la montaña Rich, el área recreativa nacional de la montaña Winding Stair, el desierto de la montaña Black Fork, las montañas Kiamichi y las colinas Potato al norte de Tuskahoma . Viven en y cerca de arroyos de montaña con barrancos y bosques cercanos, en laderas pedregosas, en áreas de grava, en islas y cerca de manantiales.

## Biología
La reproducción tiene lugar principalmente entre julio y septiembre. La hembra deposita de veinte a treinta huevos en un racimo en forma de uva debajo de las rocas o en cámaras de barro, generalmente en tierra. Ella los cría hasta que eclosionan y luego las larvas se dirigen al agua. Al principio se esconden en los huecos, entre las piedras y los escombros del lecho del arroyo. Son carnívoros y pasan el invierno como larvas, sufriendo metamorfosis el verano siguiente.

## Estado
En la Lista Roja de Especies Amenazadas de la UICN, Desmognathus brimleyorum figura como de “preocupación menor”. Puede haber una disminución lenta de población, pero estos no se han cuantificado y se cree que hay más de 10,000 individuos en toda su área de distribución. La mayor amenaza es la sedimentación de los arroyos donde se reproduce debido a las actividades madereras, pero cuando los arroyos se recuperan, las salamandras regresan a la zona.